# Zafer Özgültekin
Zafer Özgültekin est un footballeur turc né le 10 mars 1975 à Sivas (Turquie). Il joue au poste de gardien de but.

## Biographie
Il fait partie de l'équipe de Turquie qui termine troisième du Mondial 2002.